# Hopi
El pueblo hopi es una etnia indígena de Estados Unidos que desde antiguo han poblado Arizona. En el censo de 2010, se contabilizaron 19 338 miembros de la tribu en los Estados Unidos. El idioma hopi es una de las cerca de treinta lenguas pertenecientes a la familia lingüística uto-azteca. La mayor parte del pueblo hopi está registrado en la Tribu Hopi de Arizona, sin embargo, algunos hopi están registrados entre las tribus indígenas del río Colorado. La Reserva Hopi cubre un área de 6557,27 km². 
El pueblo hopi se encontró con los conquistadores españoles en el siglo XVI. Históricamente fueron parte de los indios pueblo, dado que habitaban en comunidades estables que guardaban similitud con pueblos europeos. Los hopi modernos son descendientes de una parte de los antiguos indios pueblo (en hopi: Hisatsinom), que construyeron grandes complejos de departamentos y poseían una cultura material avanzada que abarcaba la región conocida como  Cuatro Esquinas de los Estados Unidos, que incluían la parte sureste de Utah, el noreste de Arizona, el noroeste de Nuevo México y el suroeste de Colorado. Habitaban a lo largo del Borde Mogollón, especialmente del siglo XII al XIV.  
El nombre hopi es una abreviación de su endónimo, es decir, el nombre con el que se conocen a sí mismos, Hopituh Shi-nu-mu ("La gente pacífica" o "Los pacíficos pequeños"). El diccionario Hopi define primordialmente a la palabra "hopi" como: "educado, que se sabe comportar, tiene modales, civilizado, pacífico, educado y se adhiere a los modos y costumbres hopis. En contraste con las tribus guerreras que subsisten del saqueo".
El 16 de diciembre de 1882, Chester A. Arthur pasó una orden ejecutiva creando la reserva de los Hopi. Era más pequeña que el área asignada a la reserva de los navajos que le rodeaba, que es la más grande del país. El 24 de octubre de 1936, el pueblo hopi ratificó una constitución. La misma creaba un gobierno unicameral, donde todos los poderes son investidos en un Consejo Tribunal.
Hoy en día, la Reserva Hopi está completamente rodeada por la Reserva Navajo. Las dos naciones comparten un área de uso designada, y la partición de la tierra por órdenes del Congreso en 1974 y 1996 han resultado a largo plazo en controversias y disputas entre ambos grupos.

## Creencias o costumbres
Hopi es un concepto profundamente basado en la religión, espiritualidad, moralidad y ética de la tribu. Ser Hopi es esmerarse por un ideal que deriva un estado de total reverencia y respeto para con todas las cosas, estar en paz con las mismas, y vivir de acuerdo con las instrucciones del Maasaw, el Creador y Cuidador de la Tierra. Los Hopi observan sus ceremonias en pos del bienestar del mundo. 
Tradicionalmente, los Hopi están organizados en clanes matrilineales. Los hijos nacen dentro de la misma estructura del clan de su madre. Esta organización de clanes se extiende a través de todas las villas. Los hijos, así mismo, son nombrados por las mujeres del clan de su padre. Después de que el hijo es presentado al Sol, las mujeres del clan paternal se reúnen para la ceremonia de nombramiento. 